# パサルガダエFC
パサルガダエFC（Pasargad FC）は、ユナイテッド・フットボールリーグに所属するサッカークラブ。
1996年、地元のサッカーファンが集まって設立した。この時のチームのメンバーはイラン人が多く、アフリカ人が数人、フィリピン人はわずかな人数しかいなかったという。
2012-13シーズンのPFF全国男子クラブ選手権で準優勝した。決勝戦でセレスFCに0-1で敗れた。